# Bey (Saona i Loara)
Bey – miejscowość i gmina we Francji, w regionie Burgundia-Franche-Comté, w departamencie Saona i Loara.
Według danych na rok 1990 gminę zamieszkiwały 554 osoby, a gęstość zaludnienia wynosiła 62 osoby/km² (wśród 2044 gmin Burgundii Bey plasuje się na 419. miejscu pod względem liczby ludności, natomiast pod względem powierzchni na miejscu 990.).